# Чупраков, Виктор Яковлевич
Виктор Яковлевич Чупрако́в (1911 — ?) — советский хозяйственный, государственный и политический деятель.

## Биография
Родился в 1911 году. Член ВКП(б).
Выпускник Уральского химико-технологического института. С 1934 года — на хозяйственной, общественной и политической работе. В 1934—1986 годах — участник строительства, инженер-металлург Уральского алюминиевого завода, в командировке в Венгерской народной республике, заместитель главного редактора журнала «Цветные металлы».
Умер после 1986 года.

## Награды
- Сталинская премия III степени (10 апреля 1942) — за разработку внедрение метода переработки уральских бокситов
- Сталинская премия III степени (1952) — за коренное усовершенствование методов производственной работы на металлургическом заводе
- орден Труда 1 степени (ВНР)